# Carrer de l'Amargura (Castellcir)
El Carrer de l'Amargura és un antic veïnat del terme de municipal de Castellcir, pertanyent a la comarca del Moianès. Amb el pas del temps ha esdevingut el centre del municipi. És al centre del terme municipal, en el tram final de la carretera BV-1342 i al sud de la Roureda. L'antic carrer de l'Amargura és l'actual Carrer Major, que centra el veïnat. Al Carrer de l'Amargura hi ha l'església parroquial de  Santa Maria, la Casa de la Vila i el Centre d'Ensenyament Infantil i Primari «La Popa», pertanyent a la Zona d'Escolarització Rural del Moianès, a més de la quasi totalitat de comerços del poble i terme.

## Cases
Les cases que constituïen el Carrer de l'Amargura són Ca l'Agustí, Cal Bartomeu, Cal Biel, Cal Broca, Cal Carreter, Cal Caseta, Cal Cinto, Cal Cisteller, Cal Martí, Cal Moliner, Cal Pastor, Cal Pujadetes, Cal Salvador, en l'espai de l'actual es va construir l'actual Casa de la Vila, Cal Solanes, Cal Ton, Cal Tori i Cal Tut.

### Cal Tori
Cal Tori fou una casa antiga del poble de Castellcir, al Carrer de l'Amargura número 25 del costat nord del carrer. Ha estat modernament refeta. És al costat de Ca l'Agustí.

### Ca l'Agustí
Ca l'Agustí és una casa antiga del poble al carrer de l'Amargura, al costat nord del carrer, en el número 27, a davant de Cal Ton.

### Cal Ton
Cal Ton era la primera casa del costat nord del carrer, entrant des de Castellterçol. Ara és en ruïnes.

### Cal Moliner
Cal Moliner és al número 38 del carrer de l'Amargura. Té una llinda amb la llegenda Josep Puig Domènec 1838.

### Cal Caseta
Cal Caseta és al número 32 carrer de l'Amargura, al costat sud del carrer. La casa s'anomena així d'ençà que s'hi instal·laren uns descendents de la Caseta del Giol. A principi del segle xxi l'antiga casa de Cal Caseta fou enderrocada i ara hi ha en el seu lloc una moderna casa de planta baixa i dos pisos.

### Cal Tut
Cal Tut és la casa número 30 del costat sud del carrer. Ha estat modernament refeta. És al costat de Ca l'Agustí.

### Cal Broca
Cal Broca és una casa antiga al Carrer de l'Amargura, al costat nord del carrer, en el número 33. La casa s'anomena així d'ençà que uns masovers de Pujalt s'instal·laren a Castellterçol. Com que al cap de casa se'l coneixia com a Broca, la casa de Castellterçol passà a anomenar-se Cal Broca; en traslladar-se a Castellcir, portaren amb ells el sobrenom.

### Cal Biel
Cal Biel és una casa antiga al número 36 del carrer de l'Amargura.

### Cal Solanes
Cal Solanes és una casa antiga al número 39 del Carrer de l'Amargura

### Cal Salvador
Cal Salvador és una casa antiga al Carrer de l'Amargura

### Cal Martí
Cal Martí és una casa antiga al número 34 del carrer de l'Amargura

### El Local
El Local és una casa antiga on en altres temps s'hi feia el ball de Festa Major.

## Referències

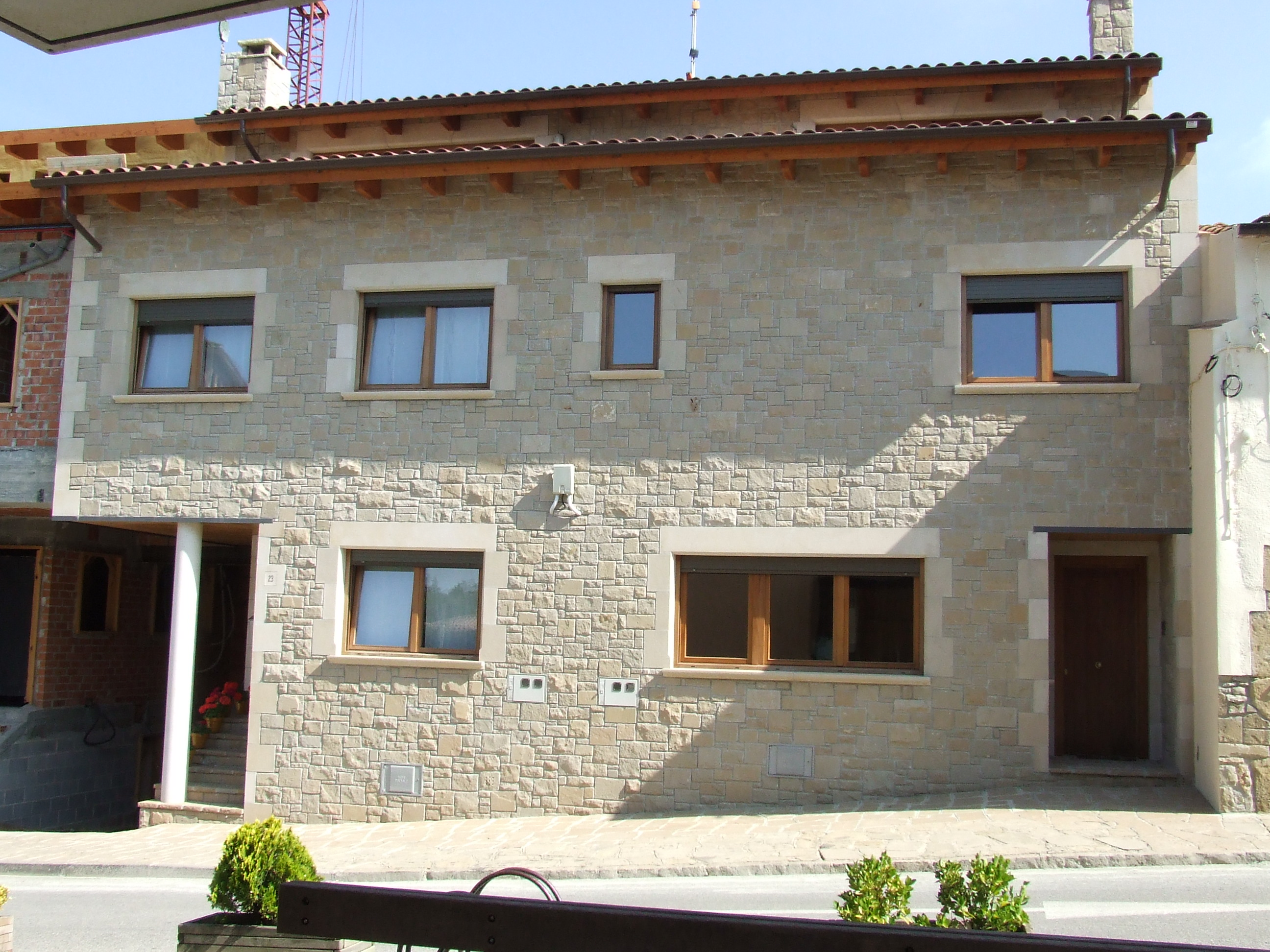
Cal Tori
El Carrer de l'Amargura, respecte del terme de Castellcir
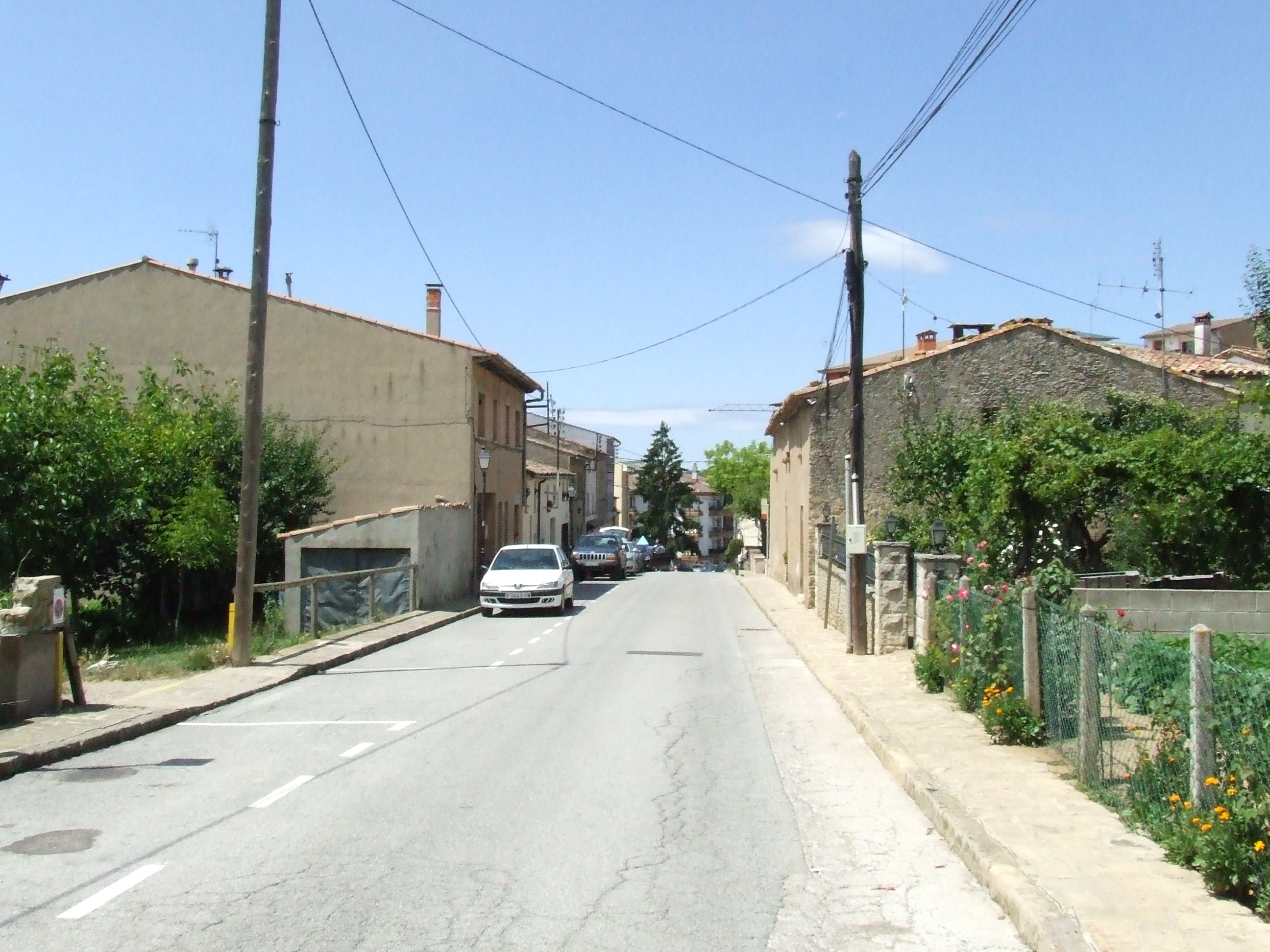
El Carrer de l'Amargura, extrem septentrional
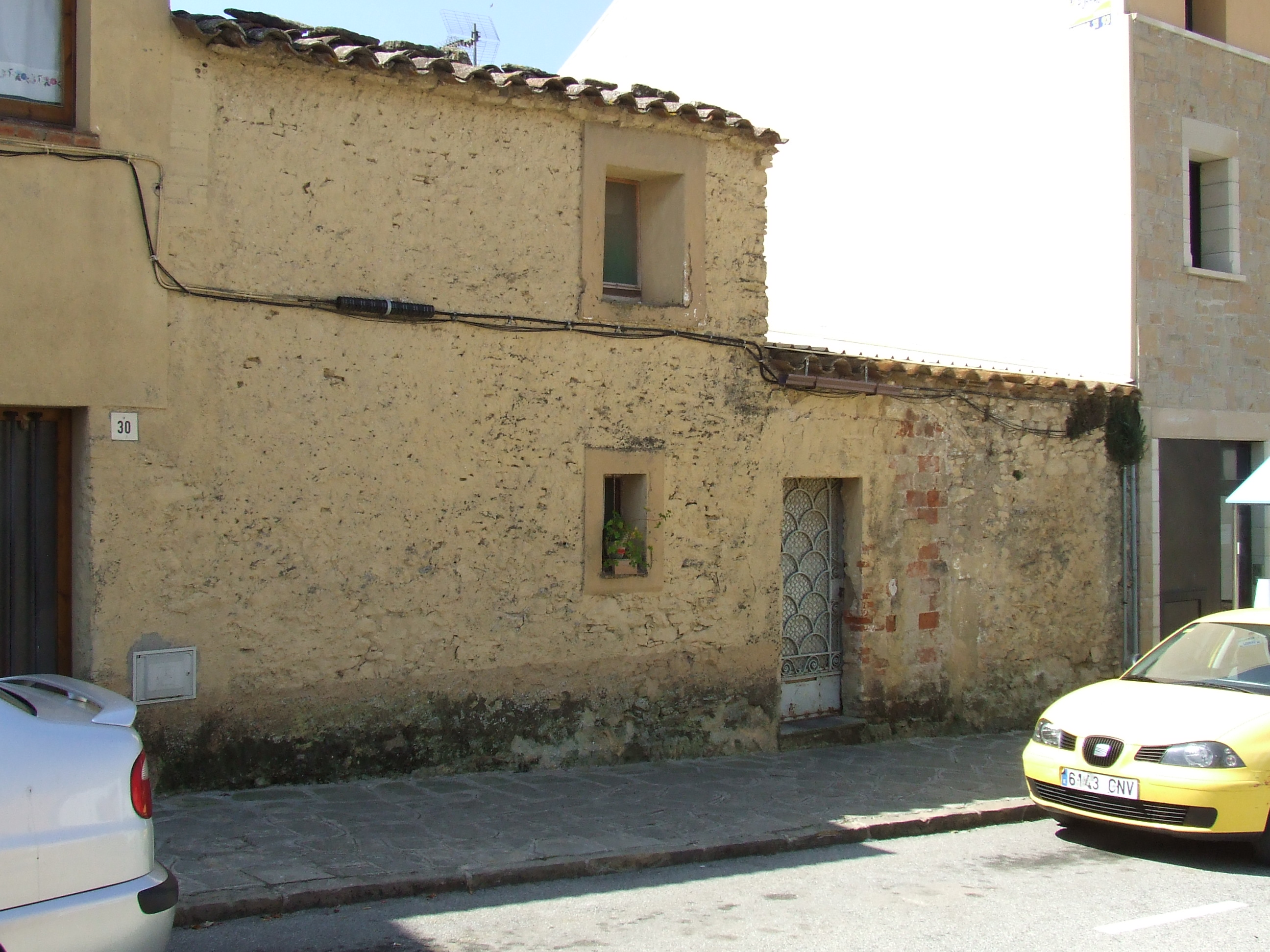
Cal Tut
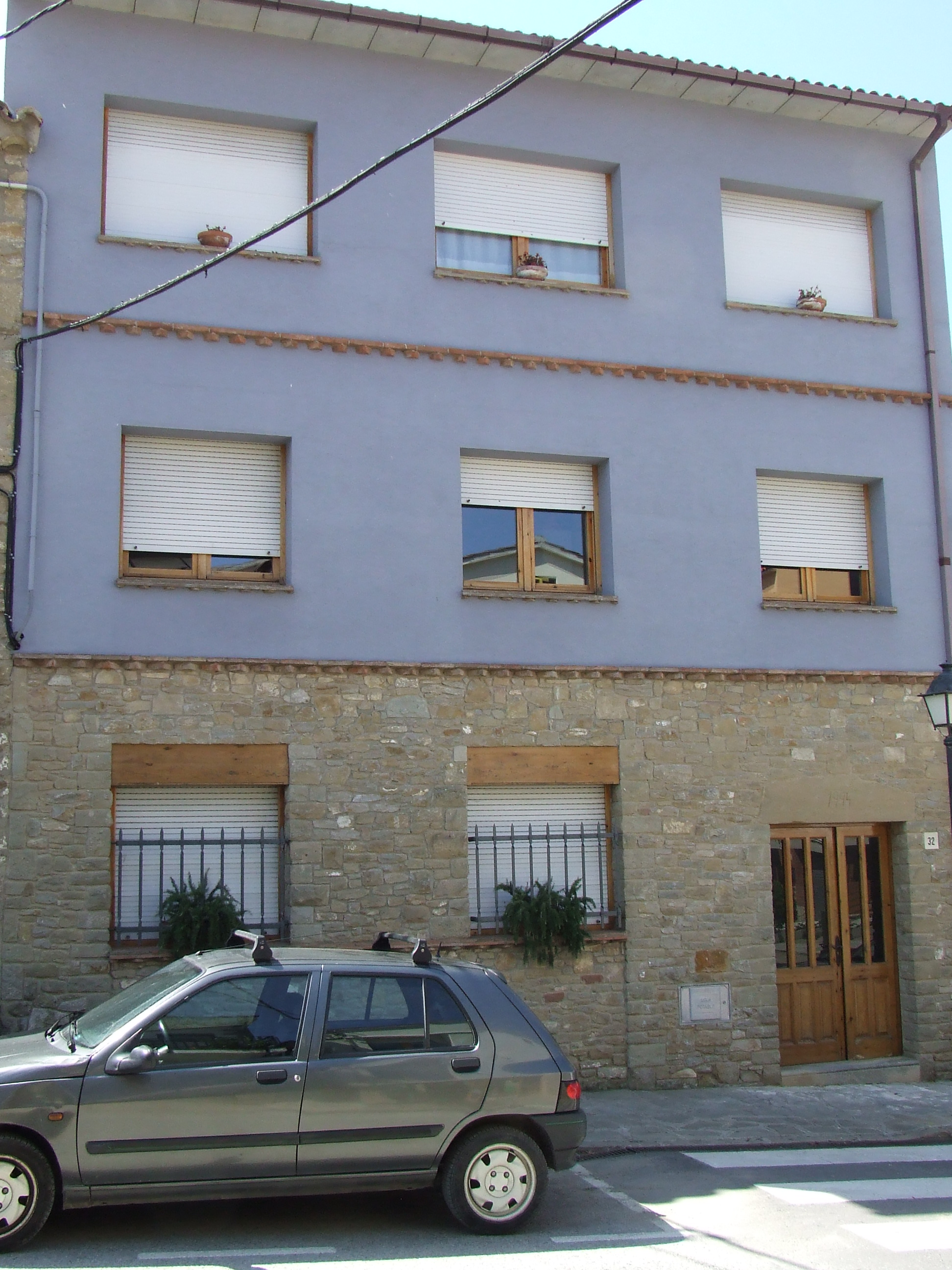
Cal Caseta
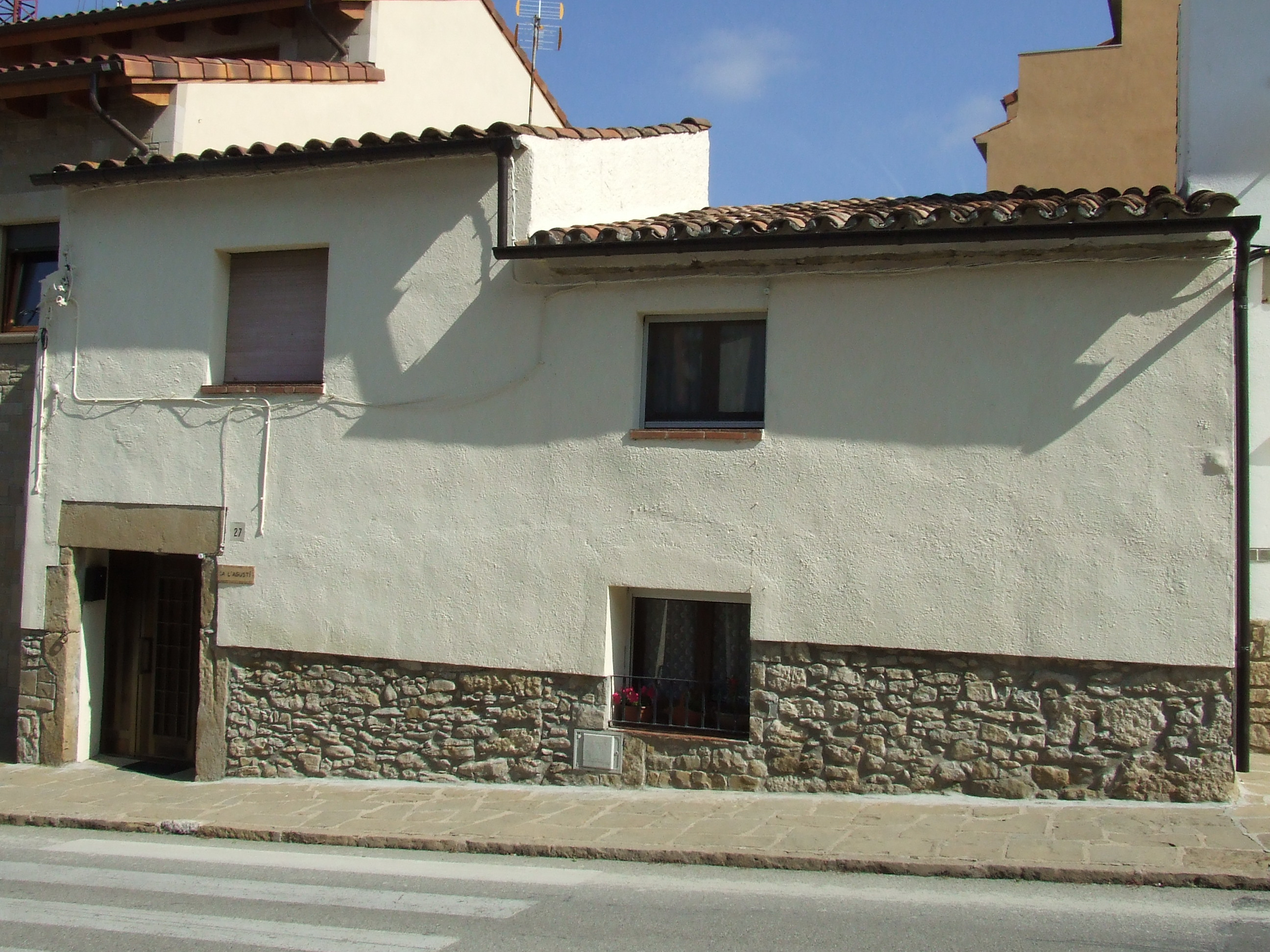
Ca l'Agustí
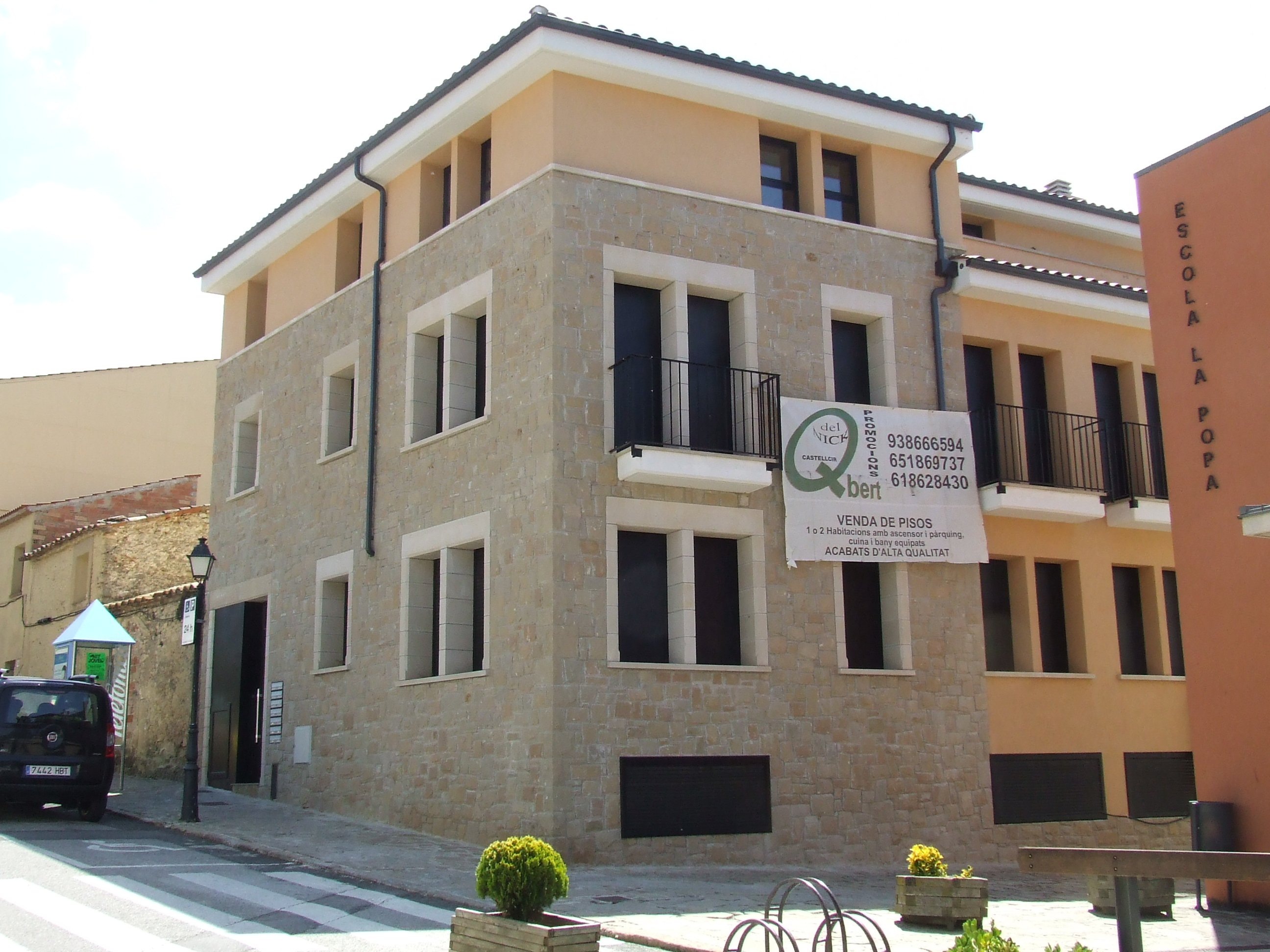
Cal Ton
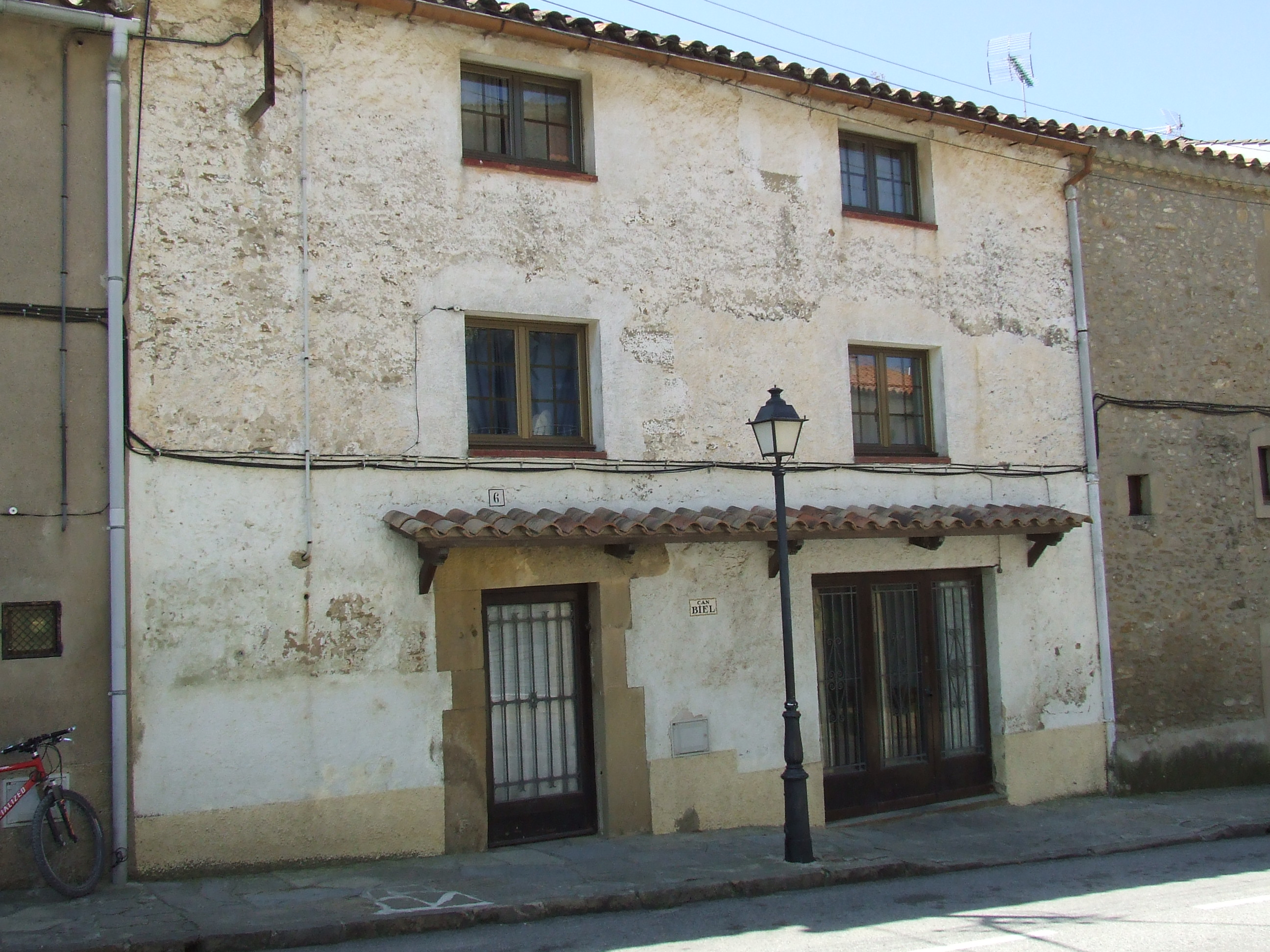
Cal Biel
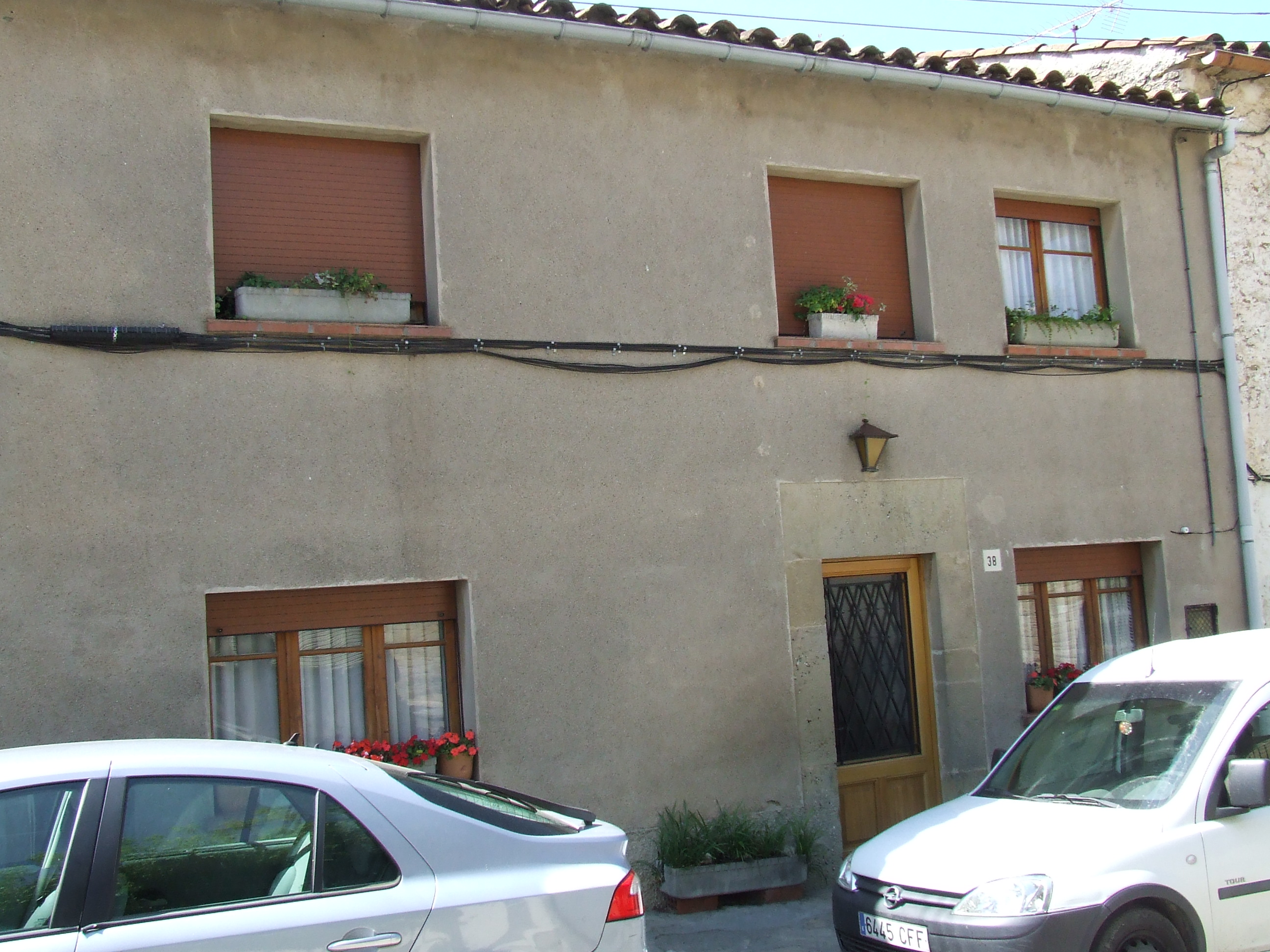
Cal Moliner
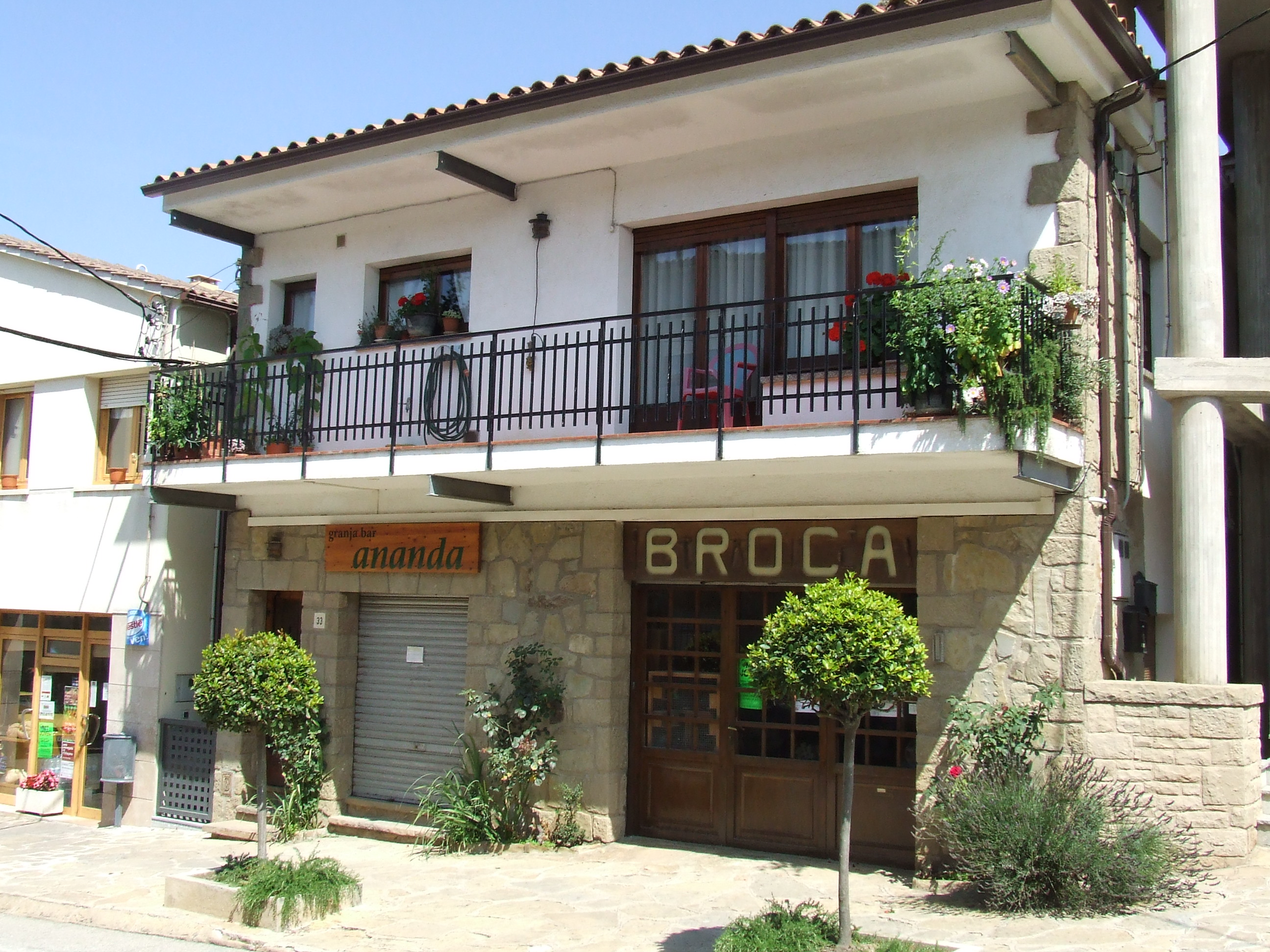
Cal Broca